# Blodsarvet
Blodsarvet är en fantasytrilogi med böcker skrivna av författaren Henrik Larsson och utgivna av Bonnier Carlsen. I serien ingår Krigarhjärta, Isöhäxan samt Profetens tid.

## Handling
Blodsarvet utspelar sig i världen Livgård, som är uppdelad i två riken - Nordland och Söderland.
Krigarhjärta Erik, en nioårig pojke, blir tillfångatagen och blir slav när hans by blir anfallen av ett krigarfölje. Han hamnar i ett stenbrott i Söderland, ett främmande land med varmare klimat än i Eriks hemtrakter. Men ödet har mer i beredskap för honom, och han börjar ana att han är någonting mer än bara en bondpojke.

## Karaktärer
- Erik Krigarhjärta - Seriens huvudperson. Erik tas från sin hemby i Nordland och förs till ett stenbrott i Söderland av Tolkes krigarfölje. I böckerna får vi följa hans kamp om tronen och se hans resa från slav till konung.
- Vanja Ossiandotter - Dotter till Ossian, överhuvud av den inflytelserika familjen Solhänderna. Vanja blir även hon en träl efter att ha trotsat sin far och möter där sin framtida man, Erik.
- Loke - Eriks närmaste vän som levt hela sitt liv som träl. Loke är ett halvblod som besitter en förmåga kallad "döda ögat" vilket innebär att han kan snabbt gå från sitt vanliga kvinnotjusare-jag till en blodtörstig mördare.
- Tolke Fager - En söderländsk krigare som leder det följe som tillfångatar Erik. Tolke svär senare en blodsed på att försvara Erik och ger upp sitt gamla tragiska liv för att enbart fokusera på att försvara Erik till varje pris.
- Viljam Erikson - Erik och Vanjas son som föds i slutet av första boken. Den Vita Viljan är ett garde som bildas för att försvara sonen från fiender.
- Karl Solhand - Vanjas bror och arvinge till platsen som överhuvud för Solhänderna. Karl är Eriks främsta fiende och genom en maktkupp lyckas han lägga händerna på Söderlands tron och tvingar de två rikena till krig för att kunna döda sin systers make.
- Sven Svartnacke -
- Aluir -
- Galt -
- Toste -
- Kasan Uur -
- Silda -
- Mila -
- Irna -
- Unsgar -
- Ossian Solhand -
- Sand -
- Ragnvald Järntand -
- Torvil Ragnvaldson -
- Rosta -
- Torkel Skråma -
- Sture Rund -
- Isöhäxan -
- Stormöga -
- Florin Falkvinge -
- Emir Falkvinge -
- Simona Emirdotter -
- Valdemar  -
- Naemi Konraddotter -
- Blek -
- Raskov -
- Hana -